# Hoshina Masayuki
Hoshina Masayuki est un nom japonais traditionnel ; le nom de famille (ou le nom d'école), Hoshina, précède donc le prénom (ou le nom d'artiste).
Hoshina Masayuki (保科 正之, 17 juin 1611-4 février 1673) est un daimyo du début de l'époque d'Edo, fondateur de la future maison Matsudaira d'Aizu. C'est une importante figure de la politique et de la philosophie du début du shogunat Tokugawa.

## Anecdotes
Tokugawa Iemitsu avait demandé au fameux escrimeur Miyamoto Musashi de peindre un paravent avec des canards sauvages. Le tableau passe entre les mains de Masayuki qui l'emporte à Aizu et l'y conserve parmi les trésors de famille.

## Source de la traduction
- (en) Cet article est partiellement ou en totalité issu de l’article de Wikipédia en anglais intitulé « Hoshina Masayuki » (voir la liste des auteurs).